# التهاب المشيماء والسلى
التهاب المشيماء والسلى (بالإنجليزية: Chorioamnionitis)‏ هو التهاب الأغشية الجنينية (الغشاء السلوي والكوريون) يسببه عدوى بكتيرية، تنجم عادة عن البكتيريا الصاعدة إلى الرحم من المهبل خصوصاً أثناء فترات الولادة المطولة. خطر نشوء التهاب المشيماء والسلى يزداد مع كل فحص للمهبل خلال الشهر الاخير للحمل وأثناء الولادة.